# NGC 4088
NGC 4088 é uma galáxia espiral localizada a cerca de trinta e seis milhões de anos-luz (aproximadamente 11,03 megaparsecs) de distância na direção da constelação de Ursa Maior. Possui uma magnitude aparente de 10,3, uma declinação de +50º 32' 23" e uma ascensão reta de 12 horas, 05 minutos e 34,1 segundos.